# Лухононо
Лухононо, до 2013 — Шукманнсбург (нім. Schuckmannsburg) — село в Смузі Капріві на північному сході Намібії, колишній адміністративний центр регіону. Населення близько 800 осіб.
Лухононо розташоване на крайньому сході регіону, за 1 км на південь від річки Замбезі, за 65 км на схід від Катіма-Муліло, теперішньої столиці провінції Капріві. Географічні координати 17°33′ пд. ш. 24°50′ сх. д. / 17.550° пд. ш. 24.833° сх. д., висота над рівнем моря 852 м.
Селище було засноване 7 лютого 1909 року капітаном Куртом Штрайтвольфом як «імперська резиденція в Смузі Капріві». Він отримав назву на честь тогочасного губернатора Німецької Південно-Західної Африки Бруно фон Шукманна. Метою заснування поселення в такому віддаленому місці було створення осередку влади колоніальної адміністрації і утвердження німецького володіння Смугою Капріві на всьому її протязі. Смуга Капріві була приєднана до німецької колонії в 1890 році згідно з Занзібарським договором з Великою Британією. Імперський резидент Штрайтвольф, маючи під командою трьох німецьких унтер-офіцерів та декілька тубільних солдатів-аскерів, почав ставити будівлі, картографувати місцевість і розбудовувати місцеву адміністрацію.
В 1911 році Штрайтвольфа на посту резидента (який згодом почав називатися шефом округу) змінив Віктор фон Фланкенберг-Прошліц. В 1914 році, після початку Першої Світової війни, він без бою здав поселення загону Британської Південно-Африканської поліції. Адміністратором регіону став капітан Ізон (Eason).
Після закінчення Першої Світової війни Німеччина була позбавлена усіх своїх африканських володінь; новими володарями регіону стали британці. В 1937 році адміністративний центр регіону було перенесено до Катіма-Муліло, і Шукманнсбург втратив своє політичне значення. Багато будівель Шукманнсбургу навіть було розібрано на цеглу для її використання на будівництві в новій столиці.
Сучасне Лухононо складається переважно з дерев'яних хатин. Від німецької колоніальної епохи збереглася лише єдина невеличка цегляна будівля площею близько 12 м2.